# Neesia
Neesia es un género de plantas con flores perteneciente a la familia Malvaceae. Comprende 12 especies descritas.

## Distribución
El área de distribución nativa de este género se extiende desde Malesia hasta Tailandia.

## Taxonomía
El género fue descrito por Carl Ludwig Blume y publicado en Nova Acta Physico-medica Academiae Caesareae Leopoldino-Carolinae Naturae Curiosorum Exhibentia Ephemerides sive Observationes Historias et Experimenta 17(1): 83, en 1835.

#### Etimología
Neesia: nombre genérico otorgado en honor del botánico y farmacólogo alemán Theodor Friedrich Ludwig Nees von Esenbeck (1787 – 1837), hermano menor del naturalista Christian Gottfried Daniel Nees von Esenbeck (1776 – 1858), fue profesor de la Universidad de Bonn y director del jardín botánico de esta universidad, y autor principal de la revista multivolumen Genera Plantarum Florae Germanicae (1833 – 1838).

## Especies
Comprende 8 especies aceptadas:
- Neesia altissima (Blume) Blume, 1835
- Neesia ambigua Becc., 1889
- Neesia glabra Becc., 1889
- Neesia kostermansiana Soepadmo, 1969
- Neesia malayana Bakh., 1924
- Neesia piluliflora Becc., 1889
- Neesia purpurascens Becc., 1889
- Neesia synandra Mast., 1874